# Municipio de West Shenango
El municipio de West Shenango (en inglés: West Shenango Township) es un municipio ubicado en el condado de Crawford en el estado estadounidense de Pensilvania. En el año 2000 tenía una población de 541 habitantes y una densidad poblacional de 31 personas por km².

## Geografía
El municipio de West Shenango se encuentra ubicado en las coordenadas 41°31′00″N 80°06′59″O / 41.51667, -80.11639.

## Demografía
Según la Oficina del Censo en 2000 los ingresos medios por hogar en la localidad eran de $34,250 y los ingresos medios por familia eran de $43,438. Los hombres tenían unos ingresos medios de $34,643 frente a los $19,250 para las mujeres. La renta per cápita de la localidad era de $16,284. Alrededor del 8,5% de la población estaba por debajo del umbral de pobreza.